# 藍原ことみ
藍原 ことみ（あいはら ことみ、1990年5月2日 - ）は、日本の女性声優。青森県出身。アスレーベン所属。

## 経歴
アトミックモンキー声優・演技研究所第7期生。ソーシャルゲームやアニメーションで活躍する。
小学5年生の時に『カードキャプターさくら』や『HUNTER×HUNTER』を見て「2次元の男の子」になりたいと思い、少しずつ声優を目指すようになった。幼稚園の頃からその傾向があり、『美少女戦士セーラームーン』に登場する男の子っぽいキャラクターのセーラーウラヌスのグッズを多く買ってもらっていた。
地元の大学に通っていて声優を目指す勉強ができなかったが、オーディションを受けることを決め、こえ部のオーディションで特別賞を受賞する。
アトミックモンキー声優・演技研究所では講師の長沢美樹から指導を受ける。
2025年6月30日付けでアトミックモンキーを退所。7月1日より新設事務所のアスレーベンに所属。

## 人物
憧れの声優は緒方恵美。小さい頃から声でキャラクターを好きになる癖があり、無意識にセーラーウラヌスなど緒方が演じるキャラクターを好きになっている。また、新山志保にも同じくらい影響を受けている。
地声が低く、女の子の役を演じる時は自信がなく構えてしまうが、男の子の役は普段の声とリアクションで演じられる。
趣味は歌うこと。アニソンも好きで、よく林原めぐみの曲を歌っている。水樹奈々の曲も好きで、声優アワードの自己PRでは「SCARLET KNIGHT」を歌っている。
ホラーゲームや推理ゲームが好きで、『ミステリート』を繰り返しプレイしている。『ツムツム』や『テトリス』などのパズルゲームが得意。
1990年代のアニメをこよなく愛しており、『カードキャプターさくら』や『美少女戦士セーラームーンセーラースターズ』が好き。

## 出演
太字はメインキャラクター。

### テレビアニメ
2016年
- ベイブレードバースト（青田春人）

2017年
- デュエル・マスターズ（2017年 - 2022年、ナグナグチュリス、七色牛、ルネッザーンス、破舞チュリスA、トテントンタン、エイトビートルズ、Q.Q.QX.、音奏ハープララ 他） - 4シリーズ
- アイドルマスター シンデレラガールズ劇場（2017年 - 2019年、一ノ瀬志希） - 4シリーズ

2018年
- 銀河英雄伝説 Die Neue These 邂逅（キルヒアイス〈少年期〉）
- カードファイト!! ヴァンガード（小さな賢者 マロン）

2019年
- ダンジョンに出会いを求めるのは間違っているだろうかII（男児）
- Fairy gone フェアリーゴーン（子供）

2020年
- とある科学の超電磁砲T（男の子）
- あひるの空（バレー部女子、幼少期の百春）
- A3!（観客）
- ミュークルドリーミー（2020年 - 2021年、安西寛太） - 2シリーズ
- ド級編隊エグゼロス（生徒）
- 神様になった日（歳徳の子供）

2021年
- 2.43 清陰高校男子バレー部（幼い灰島）
- ホリミヤ（女子高校生）
- takt op.Destiny（朝雛タクト〈少年〉、市民）
- 無職転生 〜異世界行ったら本気だす〜（獣族の少年）
- カードファイト!! ヴァンガード overDress（従者）
- 境界戦機（不動タクマ）

2022年
- 舞妓さんちのまかないさん（参拝客、舞妓）
- 薔薇王の葬列（少年ゲイツビー）
- 咲う アルスノトリア すんっ!（ヴェラム）
- アオアシ（本木遊馬〈小学生〉）
- ピーター・グリルと賢者の時間 Super Extra（雌ゴブリンたち、グルコース）
- VAZZROCK THE ANIMATION（幼少期の裕也）
- 4人はそれぞれウソをつく（生徒2）

2023年
- アイドルマスター シンデレラガールズ U149（一ノ瀬志希）
- あやかしトライアングル（花奏律太）
- SHY（迷子）

2024年
- 俺だけレベルアップな件（2024年 - 2025年、リナ） - 2シリーズ
- 2.5次元の誘惑（女子生徒C、女子生徒A）
- 多数欠（ごぼう〈護国鳳天寺暴麟丸〉）
- 新テニスの王子様 U-17 WORLD CUP SEMIFINAL（ドイツテニスアカデミーの生徒たち）
- デリコズ・ナーサリー（貴族の子）

2025年
- アラフォー男の異世界通販（ラバンジュラ）
- 自動販売機に生まれ変わった俺は迷宮を彷徨う 2nd season（ヒュールミ）
- SAKAMOTO DAYS（子供）

### 劇場アニメ
- 同級生（2016年）
- 数分間のエールを（2024年、女生徒）

### Webアニメ
2010年代
- アイドルマスター シンデレラガールズ劇場（2017年 - 2020年、一ノ瀬志希） - 2シリーズ
- ガンダムビルドダイバーズRe:RISE（2019年 - 2020年、ストラ） - 2シリーズ
- THE IDOLM@STER CINDERELLA GIRLS 8周年特別企画 Spin-off!（2019年、シキ〈一ノ瀬志希〉）
- 斉木楠雄のΨ難 Ψ始動編（2019年、女子生徒C、女子生徒A）

2020年代
- CINDERELLA GIRLS 10th Anniversary Celebration Animation ETERNITY MEMORIES（2022年、一ノ瀬志希）
- サイバーパンク エッジランナーズ（2022年、トラウマチーム）
- KUROMI’S PRETTY JOURNEY（2023年、グレコ）
- 崩壊:スターレイル ショートアニメ（2025年、幼いファイノン）

### ゲーム
2015年
- アイドルマスターシリーズ（2015年 - 2024年、一ノ瀬志希） - 5作品
- 喋る！海賊ファンタジア

2016年
- 真空管ドールズ（コーネリア）
- 神撃のバハムート（一ノ瀬志希）
- ベイブレードバースト（青田春人）

2017年
- 鬼斬（天邪鬼、トリスタン）
- 神式一閃 カムライトライブ（モモムミ）
- クイズRPG 魔法使いと黒猫のウィズ（リラ・ゲー）
- グランブルーファンタジー（一ノ瀬志希）
- ドラゴンハート（甄姫、ハルピュイア、アーサー、濃姫）
- ビーナスイレブンびびっど（前田慶次）

2018年
- 共闘ことばRPG コトダマン（ンザケンジャネ、ヒストリー）

2019年
- ドールズフロントライン（USAS-12、wz.29）
- モンスターストライク（2019年 - 2021年、メイ、珊瑚、フォルトゥナ）

2020年
- 絵師神の絆（プルートウ）
- ファイナルギア -重装戦姫-（2021年 - 2022年、テア、メガラ）
- サクラ革命 〜華咲く乙女たち〜（不知火りん）

2021年
- きららファンタジア（高橋ユキ）
- ウマ娘 プリティーダービー（2021年 - 2024年、バンブーメモリー）
- 咲う アルスノトリア（ヴェラム）
- エンゲージソウルズ（リリー）
- カウンターサイド（ナカシマ・スズカ）

2022年
- ナナリズムダッシュ（エイン）
- メダロットS（ラナンキュラ）
- ドールズフロントライン ニューラルクラウド（パナケイア）
- アークナイツ（エラト）

2023年
- アズールレーン（ゴリツィア）

2024年
- けものフレンズ3（マナティー）

### ASMR
- 桜木学園癒やし部〜2年E組・秋原由水編。〜雨音の中、ゆっくり安眠しませんか?〜（2020年、秋原由水）
- 悪魔っ娘マッサージ店 "Labyrinthos"へようこそ -市ヶ谷まふゆの場合-（2022年、市ヶ谷まふゆ）
- 祭りの日、謎のお姉さんに拾われました (2023年、桜子)

### ライブ・イベント
- アイドルマスター シンデレラガールズ／ワンフェス サマーステージ in 2016（2016年7月24日、幕張メッセ国際展示ホール）
- THE IDOLM@STER CINDERELLA GIRLS 4thLIVE TriCastle Story Brandnew Castle（2016年10月15日、さいたまスーパーアリーナ）
- アイドルマスター シンデレラガールズ／ワンフェスWinterステージ 2017（2017年2月19日、幕張メッセ国際展示ホール）
- ニコニコ超会議2017 超アイドルマスターステージ 〜THREE STARS!!! 紅白対決してみた！〜（2017年4月30日、幕張メッセ国際展示ホール）
- THE IDOLM@STER CINDERELLA GIRLS 5thLIVE TOUR Serendipity Parade!!! 静岡公演（2017年6月24・25日、エコパアリーナ）
- THE IDOLM@STER CINDERELLA GIRLS 5thLIVE TOUR Serendipity Parade!!! 福岡公演（2017年7月29・30日、西日本総合展示場新館）
- THE IDOLM@STER CINDERELLA GIRLS 5thLIVE TOUR Serendipity Parade!!! さいたまスーパーアリーナ公演（2017年8月13日、さいたまスーパーアリーナ）
- 小山剛志カラオケ企画 第7弾『カラオケMAX』（2018年7月20日、さいたま市文化センター大ホール）
- THE IDOLM@STER CINDERELLA GIRLS 7thLIVE TOUR Special 3chord♪ Comical Pops!（2019年9月3・4日、幕張メッセ国際展示ホール）
- THE IDOLM@STER CINDERELLA GIRLS 7thLIVE TOUR Special 3chord♪ Funky Dancing!（2019年11月9・10日、ナゴヤドーム）

### インターネット配信
- &CAST!!!アワー 小市眞琴・藍原ことみのラブパレット！（&CAST!!!：2019年10月1日 - 2020年3月24日 、超!A&G+：2019年10月8日 - 2020年3月31日）
- 前川涼子･藍原ことみの「お酒の美味しい夜がきた」（2020年08月22日 - 、ニコニコ生放送）[53]

### その他コンテンツ
- アニメ『アイドルマスター シンデレラガールズ劇場』DVD/BD 第3巻 特典CD「なんちゃってコメンタリー」
- 温泉むすめ（2018年、山中そらら[54]）
- BURNS SKOOL（2021年、瀬名優一郎）

## ディスコグラフィ

### キャラクターソング
| 発売日   | 商品名 | 歌 | 楽曲                                       | 備考                                                                             |
| 2015年   | 2015年 | 2015年 | 2015年                                     | 2015年                                                                           |
| -------- | --- | --- | ------------------------------------------ | -------------------------------------------------------------------------------- |
| 7月29日  | THE IDOLM@STER CINDERELLA MASTER Absolute NIne                                                              | THE IDOLM@STER CINDERELLA GIRLS! | 「Absolute NIne」                          | ゲーム『アイドルマスター シンデレラガールズ』関連曲                              |
| 7月29日  | THE IDOLM@STER CINDERELLA MASTER Absolute NIne                                                              | THE IDOLM@STER CINDERELLA GIRLS for BEST5! | 「つぼみ」                                 | ゲーム『アイドルマスター シンデレラガールズ』関連曲                              |
| 11月18日 | THE IDOLM@STER CINDERELLA MASTER 038 一ノ瀬志希                                                             | 一ノ瀬志希（藍原ことみ） | 「秘密のトワレ」                           | ゲーム『アイドルマスター シンデレラガールズ』関連曲                              |
| 2016年   | | |                                            |                                                                                  |
| 5月18日  | THE IDOLM@STER CINDERELLA GIRLS STARLIGHT MASTER 02 Tulip                                                   | 速水奏（飯田友子）、塩見周子（ルゥティン）、城ヶ崎美嘉（佳村はるか）、宮本フレデリカ（髙野麻美）、一ノ瀬志希（藍原ことみ） | 「Tulip（M@STER VERSION）」                | ゲーム『アイドルマスター シンデレラガールズ スターライトステージ』挿入歌         |
| 6月1日   | THE IDOLM@STER CINDERELLA MASTER Cute Jewelries! 003                                                        | 宮本フレデリカ（髙野麻美）、一ノ瀬志希（藍原ことみ）、櫻井桃華（照井春佳）、中野有香（下地紫野）、五十嵐響子（種﨑敦美） | 「明日また会えるよね」 「Near to You」     | ゲーム『アイドルマスター シンデレラガールズ』関連曲                              |
| 6月1日   | THE IDOLM@STER CINDERELLA MASTER Cute Jewelries! 003                                                        | 一ノ瀬志希（藍原ことみ） | 「女の子は誰でも」                         | ゲーム『アイドルマスター シンデレラガールズ』関連曲                              |
| 9月2日   | THE IDOLM@STER CINDERELLA GIRLS 4thLIVE TriCastle Story Starlight Castle 会場オリジナルCD                   | 一ノ瀬志希（藍原ことみ） | 「Tulip（M@STER VERSION）」                | ゲーム『アイドルマスター シンデレラガールズ スターライトステージ』関連曲         |
| 2017年   | | |                                            |                                                                                  |
| 2月8日   | THE IDOLM@STER CINDERELLA MASTER EVERMORE                                                                   | 城ヶ崎美嘉（佳村はるか）、前川みく（高森奈津美）、一ノ瀬志希（藍原ことみ）、神崎蘭子（内田真礼）、二宮飛鳥（青木志貴） | 「EVERMORE（M@STER VERSION）」             | ゲーム『アイドルマスター シンデレラガールズ』関連曲                              |
| 2月8日   | THE IDOLM@STER CINDERELLA MASTER EVERMORE                                                                   | 相葉夕美（木村珠莉）、五十嵐響子（種﨑敦美）、市原仁奈（久野美咲）、一ノ瀬志希（藍原ことみ）、大槻唯（山下七海）、片桐早苗（和氣あず未）、鷺沢文香（M・A・O）、櫻井桃華（照井春佳）、塩見周子（ルゥティン）、橘ありす（佐藤亜美菜）、中野有香（下地紫野）、二宮飛鳥（青木志貴）、速水奏（飯田友子）、姫川友紀（杜野まこ）、宮本フレデリカ（髙野麻美） | 「Near to You」                            | ゲーム『アイドルマスター シンデレラガールズ』関連曲                              |
| 2月8日   | THE IDOLM@STER CINDERELLA MASTER EVERMORE                                                                   | 大橋彩香、福原綾香、原紗友里、藍原ことみ、青木志貴、青木瑠璃子、飯田友子、五十嵐裕美、今井麻夏、上坂すみれ、内田真礼、桜咲千依、大空直美、大坪由佳、金子真由美、金子有希、木村珠莉、黒沢ともよ、佐藤亜美菜、下地紫野、洲崎綾、鈴木絵理、髙野麻美、高森奈津美、立花理香、種﨑敦美、千菅春香、東山奈央、長島光那、原優子、早見沙織、春瀬なつみ、渕上舞、牧野由依、松井恵理子、松嵜麗、三宅麻理恵、村中知、杜野まこ、安野希世乃、山下七海、山本希望、佳村はるか、ルゥティン、和氣あず未 | 「EVERMORE（4thLIVE MIX）」                | ゲーム『アイドルマスター シンデレラガールズ』関連曲                              |
| 6月24日  | THE IDOLM@STER CINDERELLA GIRLS 5thLIVE TOUR Serendipity Parade!!! 静岡・幕張・福岡 会場オリジナルCD        | 一ノ瀬志希（藍原ことみ） | 「EVERMORE（M@STER VERSION）」             | ゲーム『アイドルマスター シンデレラガールズ』関連曲                              |
| 8月9日   | THE IDOLM@STER CINDERELLA GIRLS MASTER SEASONS SUMMER!                                                      | 一ノ瀬志希（藍原ことみ）、三村かな子（大坪由佳）、宮本フレデリカ（髙野麻美） | 「とんでいっちゃいたいの」                 | ゲーム『アイドルマスター シンデレラガールズ』関連曲                              |
| 2018年   | | |                                            |                                                                                  |
| 5月23日  | THE IDOLM@STER CINDERELLA GIRLS STARLIGHT MASTER 17 Nothing but You                                         | 一ノ瀬志希（藍原ことみ） | 「PROUST EFFECT」                          | ゲーム『アイドルマスター シンデレラガールズ スターライトステージ』関連曲         |
| 5月30日  | アイドルマスター シンデレラガールズ U149 第3巻特別版特典CD                                                  | 一ノ瀬志希（藍原ことみ）、結城晴（小市眞琴） | 「BEYOND THE STARLIGHT（M@STER VERSION）」 | 漫画『アイドルマスター シンデレラガールズ U149』関連曲                           |
| 8月19日  | - | 一ノ瀬志希（藍原ことみ） | 「お願い！シンデレラ」                     | ゲーム『アイドルマスター シンデレラガールズ スターライトステージ』関連曲         |
| 10月31日 | THE IDOLM@STER CINDERELLA MASTER Trust me                                                                   | THE IDOLM@STER CINDERELLA GIRLS! | 「Trust me」                               | ゲーム『アイドルマスター シンデレラガールズ』関連曲                              |
| 11月9日  | THE IDOLM@STER CINDERELLA GIRLS 6thLIVE MERRY-GO-ROUNDOME!!! MASTER SEASONS SUMMER! SOLO REMIX              | 一ノ瀬志希（藍原ことみ） | 「とんでいっちゃいたいの」                 | ゲーム『アイドルマスター シンデレラガールズ』関連曲                              |
| 2019年   | | |                                            |                                                                                  |
| 4月17日  | THE IDOLM@STER CINDERELLA GIRLS LITTLE STARS! きゅん・きゅん・まっくす                                      | 一ノ瀬志希（藍原ことみ）、乙倉悠貴（中島由貴）、椎名法子（都丸ちよ）、前川みく（高森奈津美）、棟方愛海（藤本彩花） | 「きゅん・きゅん・まっくす」               | テレビアニメ『アイドルマスター シンデレラガールズ劇場』エンディングテーマ        |
| 4月17日  | THE IDOLM@STER CINDERELLA GIRLS LITTLE STARS! きゅん・きゅん・まっくす                                      | 一ノ瀬志希（藍原ことみ） | 「きゅん・きゅん・まっくす」               | テレビアニメ『アイドルマスター シンデレラガールズ劇場』関連曲                    |
| 6月19日  | THE IDOLM@STER CINDERELLA GIRLS STARLIGHT MASTER 29 クレイジークレイジー                                    | 一ノ瀬志希（藍原ことみ）、宮本フレデリカ（髙野麻美） | 「クレイジークレイジー（M@STER VERSION）」 | ゲーム『アイドルマスター シンデレラガールズ スターライトステージ』関連曲         |
| 11月20日 | THE IDOLM@STER CINDERELLA GIRLS Spin-off! オウムアムアに幸運を                                              | 一ノ瀬志希（藍原ことみ）、神谷奈緒（松井恵理子）、黒埼ちとせ（佐倉薫）、佐藤心（花守ゆみり）、的場梨沙（集貝はな） | 「オウムアムアに幸運を」                   | Webアニメ『THE IDOLM@STER CINDERELLA GIRLS 8周年特別企画 Spin-off!』テーマソング |
| 11月20日 | THE IDOLM@STER CINDERELLA GIRLS Spin-off! オウムアムアに幸運を                                              | 一ノ瀬志希（藍原ことみ） | 「オウムアムアに幸運を」                   | Webアニメ『THE IDOLM@STER CINDERELLA GIRLS 8周年特別企画 Spin-off!』テーマソング |
| 2020年   | | |                                            |                                                                                  |
| 1月22日  | THE IDOLM@STER CINDERELLA MASTER 夢をのぞいたら                                                             | THE IDOLM@STER CINDERELLA GIRLS! | 「夢をのぞいたら」                         | ゲーム『アイドルマスター シンデレラガールズ』関連曲                              |
| 1月22日  | THE IDOLM@STER CINDERELLA MASTER 夢をのぞいたら                                                             | 本田未央（原紗友里）、北条加蓮（渕上舞）、一ノ瀬志希（藍原ことみ）、鷺沢文香（M・A・O）、佐久間まゆ（牧野由依） | 「Trust me」                               | ゲーム『アイドルマスター シンデレラガールズ』関連曲                              |
| 7月15日  | THE IDOLM@STER CINDERELLA GIRLS STARLIGHT MASTER 40 バベル                                                  | 一ノ瀬志希（藍原ことみ）、二宮飛鳥（青木志貴） | 「バベル（M@STER VERSION）」               | ゲーム『アイドルマスター シンデレラガールズ スターライトステージ』関連曲         |
| 9月16日  | THE IDOLM@STER CINDERELLA GIRLS STARLIGHT MASTER GOLD RUSH! 01 Go Just Go!                                  | 夢見りあむ（星希成奏）、大槻唯（山下七海）、北条加蓮（渕上舞）、佐藤心（花守ゆみり）、一ノ瀬志希（藍原ことみ）、鷹富士茄子（森下来奈）、棟方愛海（藤本彩花）、川島瑞樹（東山奈央）、五十嵐響子（種﨑敦美） | 「Go Just Go!（M@STER VERSION）」          | ゲーム『アイドルマスター シンデレラガールズ スターライトステージ』関連曲         |
| 9月16日  | THE IDOLM@STER CINDERELLA GIRLS STARLIGHT MASTER GOLD RUSH! 01 Go Just Go!                                  | 一ノ瀬志希（藍原ことみ） | 「Go Just Go!（M@STER VERSION）」          | ゲーム『アイドルマスター シンデレラガールズ スターライトステージ』関連曲         |
| 10月7日  | THE IDOLM@STER CINDERELLA GIRLS Live Broadcast 24magic 〜シンデレラたちの24時間生放送！〜 オリジナルCD      | 一ノ瀬志希（藍原ことみ） | 「クレイジークレイジー（M@STER VERSION）」 | ゲーム『アイドルマスター シンデレラガールズ スターライトステージ』関連曲         |
| 12月2日  | THE IDOLM@STER CINDERELLA MASTER Never ends ＆ Brand new!                                                   | THE IDOLM@STER CINDERELLA GIRLS for BEST5! | 「Never ends」                             | ゲーム『アイドルマスター シンデレラガールズ』関連曲                              |
| 2021年   | | |                                            |                                                                                  |
| 3月17日  | THE IDOLM@STER MILLION LIVE! STAR EQUINOX                                                                   | 一ノ瀬志希（藍原ことみ）、宮本フレデリカ（髙野麻美）、島原エレナ（角元明日香）、宮尾美也（桐谷蝶々） | 「クレイジークレイジー」 「虹色letters」   | ゲーム『アイドルマスター ミリオンライブ！ シアターデイズ』関連曲                 |
| 3月17日  | THE IDOLM@STER MILLION LIVE! STAR EQUINOX                                                                   | 一ノ瀬志希（藍原ことみ）、宮本フレデリカ（髙野麻美） | 「虹色letters」                            | ゲーム『アイドルマスター ミリオンライブ！ シアターデイズ』関連曲                 |
| 3月17日  | THE IDOLM@STER CINDERELLA GIRLS STARLIGHT MASTER COLLABORATION! ハーモニクス                                | 一ノ瀬志希（藍原ことみ） | 「虹色letters」                            | ゲーム『アイドルマスター ミリオンライブ！ シアターデイズ』関連曲                 |
| 6月21日  | 騒乱前夜 | B-Transition | 「騒乱前夜」                               | 『BURNS SKOOL』関連曲                                                            |
| 7月5日   | TRULY | 鬼島蓮（福原綾香）、瀬名優一郎（藍原ことみ） | 「TRULY」                                  | 『BURNS SKOOL』関連曲                                                            |
| 9月27日  | TO-B | B-Transition | 「TO-B」                                   | 『BURNS SKOOL』関連曲                                                            |
| 11月10日 | THE IDOLM@STER CINDERELLA GIRLS 10th ANNIVERSARY M@GICAL WONDERLAND TOUR!!! MerryMaerchen Land オリジナルCD | 一ノ瀬志希（藍原ことみ） | 「Absolute NIne」 「つぼみ」               | ゲーム『アイドルマスター シンデレラガールズ』関連曲                              |
| 2022年   | | |                                            |                                                                                  |
| 1月26日  | THE IDOLM@STER CINDERELLA MASTER キセキの証 & Let's Sail Away!!! & ココカラミライヘ！                       | THE IDOLM@STER CINDERELLA GIRLS for BEST5! | 「キセキの証」                             | ゲーム『アイドルマスター シンデレラガールズ』関連曲                              |
| 1月26日  | THE IDOLM@STER CINDERELLA MASTER キセキの証 & Let's Sail Away!!! & ココカラミライヘ！ 特別限定盤            | 一ノ瀬志希（藍原ことみ） | 「キセキの証」                             | ゲーム『アイドルマスター シンデレラガールズ』関連曲                              |
| 2月16日  | THE IDOLM@STER CINDERELLA GIRLS 10th ANNIVERSARY M@GICAL WONDERLAND TOUR!!! Tropical Land オリジナルCD      | 一ノ瀬志希（藍原ことみ） | 「Trust me」                               | ゲーム『アイドルマスター シンデレラガールズ スターライトステージ』関連曲         |
| 6月26日  | Nameless PRidE                                                                                              | B-Transition | 「Nameless PRidE」                         | 『BURNS SKOOL』関連曲                                                            |
| 9月3日   | THE IDOLM@STER CINDERELLA GIRLS LIKE4LIVE #cg_ootd 会場オリジナルCD                                         | 一ノ瀬志希（藍原ことみ） | 「夢をのぞいたら」                         | ゲーム『アイドルマスター シンデレラガールズ スターライトステージ』関連曲         |
| 2023年   | | |                                            |                                                                                  |
| 1月11日  | THE IDOLM@STER CINDERELLA GIRLS STARLIGHT MASTER R/LOCK ON! 12 No One Knows                                 | 一ノ瀬志希（藍原ことみ） | 「Alchemy」                                | ゲーム『アイドルマスター シンデレラガールズ スターライトステージ』関連曲         |
| 2月11日  | THE IDOLM@STER M@STERS OF IDOL WORLD!!!!! 2023 明日きみにJewel                                              | 一ノ瀬志希（藍原ことみ） | 「明日また会えるよね」                     | ゲーム『アイドルマスター シンデレラガールズ』関連曲                              |
| 5月10日  | THE IDOLM@STER CINDERELLA GIRLS U149 ANIMATION MASTER 02 よりみちリトルスター                               | 市原仁奈（久野美咲）、一ノ瀬志希（藍原ことみ）、宮本フレデリカ（髙野麻美） | 「きみにいっぱい☆」                        | テレビアニメ『アイドルマスター シンデレラガールズ U149』挿入歌                   |
| 5月24日  | THE IDOLM@STER CINDERELLA GIRLS U149 ANIMATION MASTER 03 Nightwear                                          | 速水奏（飯田友子）、塩見周子（ルゥティン）、城ヶ崎美嘉（佳村はるか）、宮本フレデリカ（髙野麻美）、一ノ瀬志希（藍原ことみ） | 「Nightwear」                              | テレビアニメ『アイドルマスター シンデレラガールズ U149』挿入歌                   |
| 9月11日  | マジックパーテーション                                                                                      | B-Transition | 「マジックパーテーション」                 | 『BURNS SKOOL』関連曲                                                            |
| 10月25日 | THE IDOLM@STER CINDERELLA MASTER Dreamy Anniversary ＆ Next Chapter                                         | THE IDOLMASTER CINDERELLA GIRLS Stage for Cinderella groupB BEST5! | 「Next Chapter」                           | ゲーム『アイドルマスター シンデレラガールズ スターライトステージ』関連曲         |
| 2024年   | | |                                            |                                                                                  |
| 1月1日   | AGE OF ARISE                                                                                                | B-Transition | 「AGE OF ARISE」                           | 『BURNS SKOOL』関連曲                                                            |
| 2月3日   | THE IDOLM@STER CINDERELLA GIRLS UNIT LIVE TOUR ConnecTrip! 石川公演&山形公演&岩手公演オリジナルCD           | 一ノ瀬志希（藍原ことみ） | 「きみにいっぱい☆」                        | テレビアニメ『アイドルマスター シンデレラガールズ U149』関連曲                   |
| 5月29日  | THE IDOLM@STER CINDERELLA MASTER WINTER and WINDOW                                                          | THE IDOLMASTER CINDERELLA GIRLS Stage for Cinderella BEST5! | 「WINTER and WINDOW」                      | 『アイドルマスター シンデレラガールズ』関連曲                                    |
| 5月29日  | THE IDOLM@STER CINDERELLA MASTER WINTER and WINDOW                                                          | 一ノ瀬志希（藍原ことみ） | 「WINTER and WINDOW」                      | 『アイドルマスター シンデレラガールズ』関連曲                                    |
| 2025年   | | |                                            |                                                                                  |
| 2月12日  | THE IDOLM@STER CINDERELLA GIRLS STARLIGHT MASTER CRYSTAL QUALIA 02 Fin[e]〜美しき終焉〜                     | 一ノ瀬志希（藍原ことみ）、黒埼ちとせ（佐倉薫） | 「Fin[e]〜美しき終焉〜(M@STER VERSION)」   | ゲーム『アイドルマスター シンデレラガールズ スターライトステージ』関連曲         |
| 2月12日  | THE IDOLM@STER CINDERELLA GIRLS STARLIGHT MASTER CRYSTAL QUALIA 02 Fin[e]〜美しき終焉〜                     | 一ノ瀬志希（藍原ことみ） | 「Fin[e]〜美しき終焉〜(M@STER VERSION)」   | ゲーム『アイドルマスター シンデレラガールズ スターライトステージ』関連曲         |

## ライブ・イベント

### 合同ライブ
| 公演日               | タイトル                                                                                        | 会場                                      |
| -------------------- | ----------------------------------------------------------------------------------------------- | ----------------------------------------- |
| 2016年10月16日       | THE IDOLM@STER CINDERELLA GIRLS 4thLIVE TriCastle Story Brand New Castle                        | さいたまスーパーアリーナ（埼玉県）        |
| 2017年6月24日・25日  | THE IDOLM@STER CINDERELLA GIRLS 5thLIVE TOUR Serendipity Parade!!! 静岡公演                     | エコパアリーナ（静岡県）                  |
| 2017年7月29日・30日  | THE IDOLM@STER CINDERELLA GIRLS 5thLIVE TOUR Serendipity Parade!!! 福岡公演                     | 西日本総合展示場（福岡県）                |
| 2017年8月13日        | THE IDOLM@STER CINDERELLA GIRLS 5thLIVE TOUR Serendipity Parade!!! さいたまスーパーアリーナ公演 | さいたまスーパーアリーナ（埼玉県）        |
| 2018年7月7日         | ANISONG WORLD MATSURI 〜JAPAN KAWAII LIVE〜                                                     | マイクロソフトシアター（アメリカ）        |
| 2018年9月8日・9日    | THE IDOLM@STER CINDERELLA GIRLS SS3A Live Sound Booth♪                                          | ヤマダグリーンドーム前橋（群馬県）        |
| 2018年11月10日・11日 | THE IDOLM@STER CINDERELLA GIRLS 6thLIVE MERRY-GO-ROUNDOME!!! メットライフドーム公演             | メットライフドーム（埼玉県）              |
| 2018年12月6日        | CygamesFes2018 アイドルマスター シンデレラガールズ 7th Anniversary Memorial STAGE!!             | 幕張メッセ国際展示場（千葉県）            |
| 2019年1月6日・7日    | アイドルマスター シンデレラガールズ スターライトクルーズ                                        | ぱしふぃっくびいなす（神奈川県から出港）  |
| 2019年9月3日・4日    | THE IDOLM@STER CINDERELLA GIRLS 7thLIVE TOUR Special 3chord♪ Comical Pops!                      | 幕張メッセ国際展示場 9-11ホール（千葉県） |
| 2019年10月19日・20日 | バンダイナムコエンターテインメントフェスティバル                                                | 東京ドーム（東京都）                      |
| 2019年11月9日・10日  | THE IDOLM@STER CINDERELLA GIRLS 7thLIVE TOUR Special 3chord♪ Funky Dancing!                     | ナゴヤドーム（愛知県）                    |
| 2021年1月10日        | THE IDOLM@STER CINDERELLA GIRLS Broadcast & Live Happy New Yell!!!                              | 幕張メッセ 国際展示場 1-3ホール（千葉県） |
| 2021年5月27日        | THE IDOLM@STER CINDERELLA GIRLS NEXT LIVE発表会 SPECIAL STAGE                                   | 未来研スタジオ（東京都）                  |
| 2021年12月25日・26日 | THE IDOLM@STER CINDERELLA GIRLS 10th ANNIVERSARY M@GICAL WONDERLAND TOUR!!! CosmoStar Land      | 愛知県国際展示場 ホールA（愛知県）        |
| 2022年4月2日・3日    | THE IDOLM@STER CINDERELLA GIRLS 10th ANNIVERSARY M@GICAL WONDERLAND!!!                          | ベルーナドーム（埼玉県）                  |
| 2022年5月14日        | バンダイナムコエンターテインメントフェスティバル 2nd                                            | ZOZOマリンスタジアム（千葉県）            |
| 2023年2月12日        | THE IDOLM@STER M@STERS OF IDOL WORLD!!!!! 2023                                                  | 東京ドーム（東京都）                      |
| 2023年6月10日・11日  | THE IDOLM@STER CINDERELLA GIRLS 燿城夜祭 -かがやきよまつり-                                     | 大阪城ホール（大阪府）                    |
| ２023年9月9日・10日  | THE IDOLM@STER CINDERELLA GIRLS Shout out Live!!!                                               | 愛知県国際展示場 ホールA（愛知県）        |
| 2024年2月3日         | THE IDOLM@STER CINDERELLA GIRLS UNIT LIVE TOUR ConnecTrip! 山形公演                             | やまぎん県民ホール（山形県）              |